# Zeno Debast
Zeno Koen Debast (Halle, 2003. október 24. –) belga válogatott labdarúgó, a Sporting CP játékosa.

## Pályafutása

### Klubcsapatokban
A KSK Halle csapatától került az Anderlecht akadémiájára. 2019 októberében írta alá első profi szerződését, amelyet 2021 februárjában meghosszabbítottak 2023 nyaráig. 2021. május 2-án mutatkozott be a Club Brugge ellen. A 2022–23-as szezon elején alapemberré vált.
2024. július 4-én a portugál Sporting CP csapatába igazolt 2029. június 30-ig. 

### A válogatottban
2022. szeptember 16-án hívta be a válogatottba először Roberto Martínez szövetségi kapitány az UEFA Nemzetek Ligája mérkőzéseire Wales és Hollandia ellen. Szeptember 22-én debütált a Wales elleni mérkőzésen kezdőként. 2022. november 10-én bekerült a 2022-es labdarúgó-világbajnokságra utazó keretbe.

## Statisztika

### Klub
2022. november 13-i állapotnak megfelelően.
| Klub       | Szezon   | Bajnokság | Bajnokság | Kupa  | Kupa | Nemzetközi | Nemzetközi | Egyéb | Egyéb | Összesen | Összesen |
| Klub       | Szezon   | Mérk.     | Gól       | Mérk. | Gól  | Mérk.      | Gól        | Mérk. | Gól   | Mérk.    | Gól      |
| ---------- | -------- | --------- | --------- | ----- | ---- | ---------- | ---------- | ----- | ----- | -------- | -------- |
| Anderlecht | 2020–21  | 2         | 0         | 0     | 0    | —          | —          | —     | —     | 2        | 0        |
| Anderlecht | 2021–22  | 5         | 0         | 0     | 0    | 0          | 0          | —     | —     | 5        | 0        |
| Anderlecht | 2022–23  | 17        | 0         | 1     | 0    | 8          | 0          | —     | —     | 26       | 0        |
| Anderlecht | Összesen | 24        | 0         | 1     | 0    | 8          | 0          | 0     | 0     | 33       | 0        |
| Összesen   | Összesen | 24        | 0         | 1     | 0    | 8          | 0          | 0     | 0     | 33       | 0        |

### A válogatottban
2022. november 18-i állapotnak megfelelően.
| Válogatott | Szezon   | Mérk. | Gól |
| ---------- | -------- | ----- | --- |
| Belgium    | 2022     | 3     | 0   |
| Összesen   | Összesen | 3     | 0   |